# Lydella scirpophagae
Lydella scirpophagae là một loài ruồi trong họ Tachinidae.